# Pycnonemosaurus nevesi
Il picnonemosauro (Pycnonemosaurus nevesi Kellner & Campos, 2002) è un dinosauro carnivoro appartenente agli abelisauroidi. Visse nel Cretaceo superiore (Santoniano/Maastrichtiano, 85/65 milioni di anni fa) e i suoi resti fossili sono stati ritrovati in Brasile.

## Classificazione

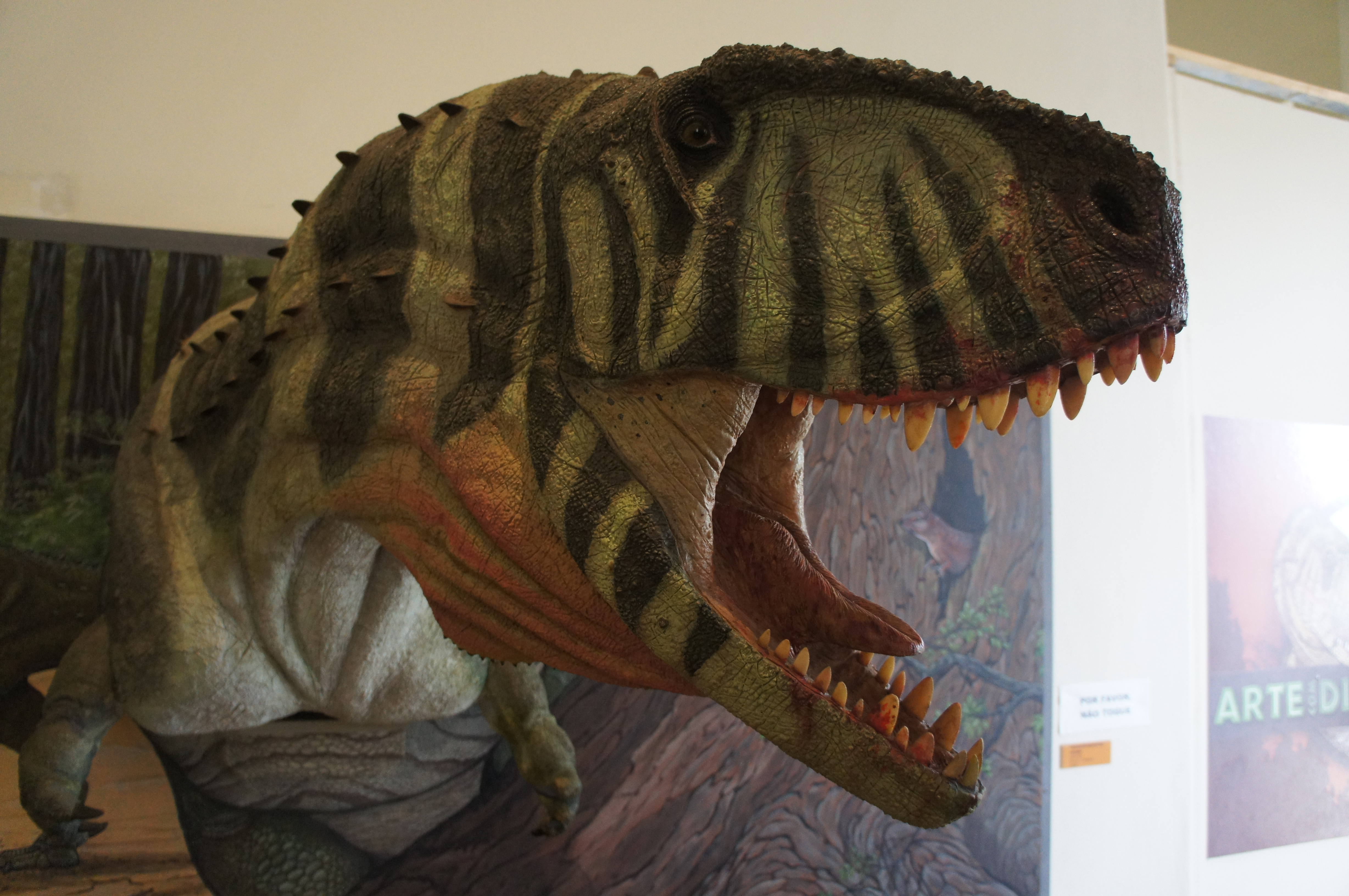
Dettaglio ricostruito di un picnonemosauro

Questo dinosauro è conosciuto per alcuni resti frammentari, rinvenuti negli anni '50 in una formazione di conglomerato e arenaria in Mato Grosso. I fossili comprendono parte della zampa posteriore destra, parte del pube destro, frammenti di sette vertebre caudali. I fossili vennero descritti solo nel 2002, e attribuiti a un rappresentante degli abelisauri, un gruppo di dinosauri teropodi diffusi nei continenti meridionali. Alcune caratteristiche (la forma dell'espansione posteriore del pube, la cresta cnemiale sulla tibia a forma di ascia) lo distinguono dagli altri abelisauri. Il picnonemosauro è il primo abelisauro scoperto in Brasile. Il nome significa "lucertola della foresta fitta", con riferimento al luogo del ritrovamento.
Nel 2016 Grillo e Delcourt hanno pubblicato uno studio sull'allometria degli Abeliosauroidea, in questo lavoro si fa una comparazione tra questo esemplare e il resto di Abeliosauria, usando un innovativo sistema per stimare le dimensioni corporee, in cui è risultato che Pycnonemosaurus è l'Abeliosauridae di maggiori dimensioni, con una lunghezza stimata di circa 9 m, un metro in più di Carnotaurus, Abelisaurus ed Ekrixinatosaurus.